# Oon

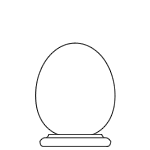

Als Oon (altgriechisch ὠόν ōón, deutsch ‚Ei‘) wird eine Sonderform der antiken griechischen Feinkeramik bezeichnet.
Das Oon ist eine seltene, eiförmige Vase. Sie wurde als Grabbeigabe gefertigt und zeigt vor allem Begräbnisszenen. Die Gefäße wurden überwiegend im schwarzfigurigen, aber auch im rotfigurigen Stil und der Six’schen Technik verziert. Die fünf bis zehn Zentimeter hohen Vasen wurden einzig in Attika gefertigt. Der Name Oon ist die originale Bezeichnung aus der Antike.